# Museiföreningen Östra Skånes Järnvägar

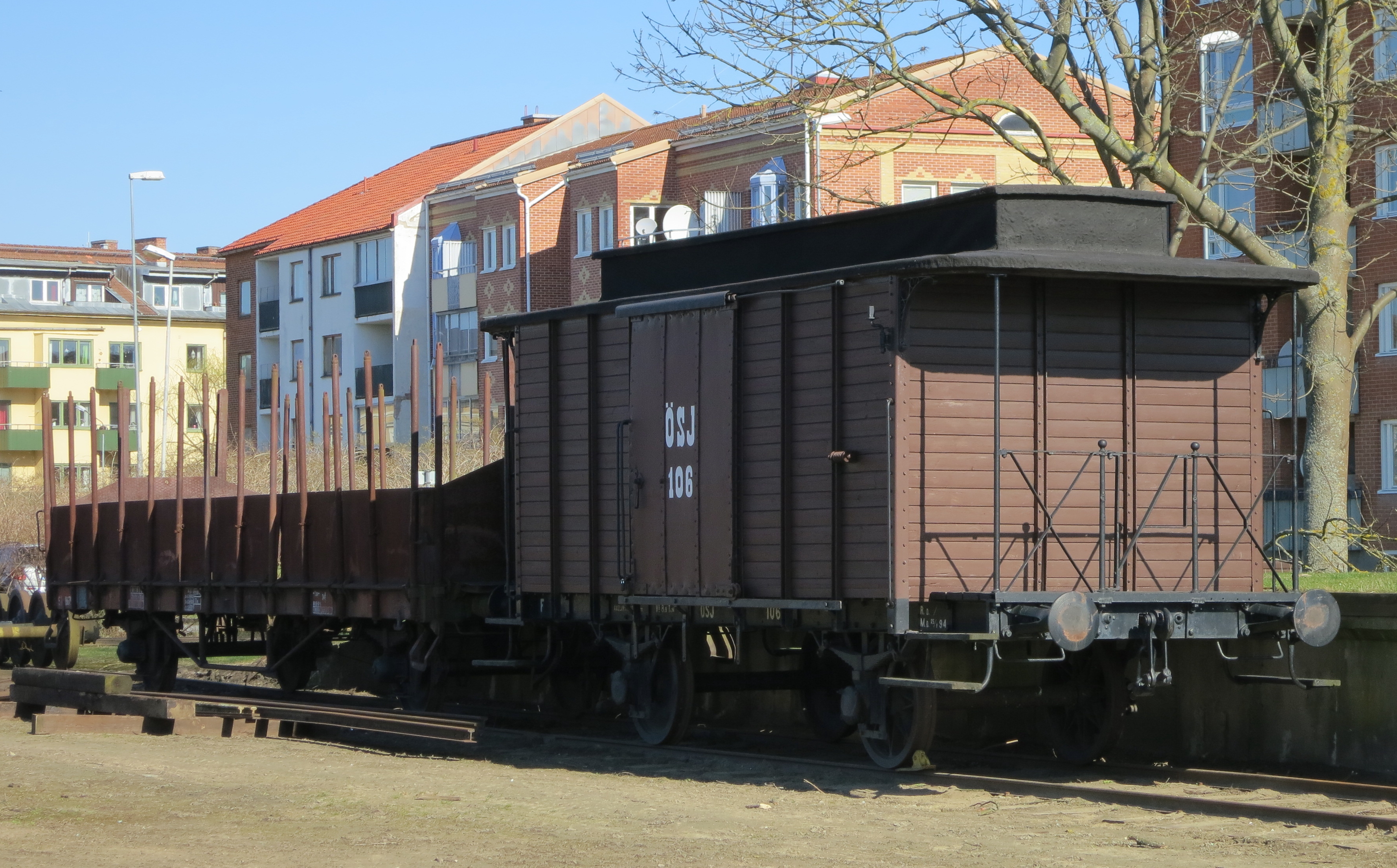
Godsvagnar från ÖSJ

Museiföreningen Östra Skånes Järnvägar, mfÖSJ är en ideell förening som verkar för bevarande av järnvägshistoria kring Kristianstad och nordöstra Skåne. 
Museiföreningen Östra Skånes Järnvägar, MfÖSJ, bildades 1972 och verkar för att bevara och levandegöra järnvägsminnen från nordöstra Skåne. Föreningen har ingen egen järnväg, utan samverkar med Regionmuseet i Kristianstad kring järnvägsmuseet i Kristianstad, där man på Kristianstad Södra visar upp rullande materiel, dvs historiska elektrolok, ånglok, diesellok, lokomotorer, motorvagnar, person- och godsvagnar. På Kristianstad Södra, Järnvägsmuseet finns en museibyggnad i vilken lok och vagnar visas tillsammans med utställning av andra järnvägsföremål. På bangården finns uppställt historiska vagnar. 
2018 blev föreningen av med sitt trafiktillstånd, men sommaren 2023 fick man tillbaka det och man kunde åter köra museitrafik från Kristianstad till Åhus och Hässleholm.

## Fordon
Föreningen och Järnvägsmuéet disponerar tillsammans följande fordon:
- 9 ånglok, varav två normalspåriga tenderlok och fem tanklok, tre smalspåriga (med olika spårvidd) tanklok.
- 1 normalspårigt elektrolok.
- 9 lokomotorer/diesellok, varav sju normalspåriga och två smalspåriga. Två normalspåriga lokomotorer fungerar, och används vid växling.
- 10 motorvagnar, varav fyra fungerar.
- 12 personvagnar, varav 9 normalspåriga och tre smalspåriga.
- 10 godsvagnar
- 10 tjänstefordon

Därutöver finns ett flertal fordon på smalspåret som finns invid museet av typen tippvagnar, koltrallor mm.